# Rampton (Nottinghamshire)
Pour les articles homonymes, voir Rampton.
Rampton est un village du Nottinghamshire, en Angleterre.